# Чемпионат России по хоккею на траве среди мужчин 2006
Чемпионат России по хоккею на траве среди мужчин суперлиги 2006 (15-й Чемпионат России по хоккею на траве среди мужских команд суперлиги) является 15-м сезоном Суперлиги Федерации хоккея на траве России. В чемпионате было сыграно 70 игр, забито 354 мячей.
 Чемпионами стала команда Динамо (Казань).

## Участники
- Динамо (Казань)
- Динамо (Московская обл.)
- Динамо-Строитель (Екатеринбург)
- Строитель (Брест, Республика Беларусь)
- Московский строитель (Москва)

## Итоговая таблица чемпионата
(взято из)
| Место | Команда                                | Игр всего | Выиграно | Ничьи | Проиграно | Мячи     | Очки |
| ----- | -------------------------------------- | --------- | -------- | ----- | --------- | -------- | ---- |
|       | Динамо (Казань)                        | 28        | 22       | 2     | 4         | 107 - 47 | 68   |
|       | Динамо (Московская обл.)               | 28        | 15       | 4     | 9         | 90 - 58  | 49   |
|       | Динамо-Строитель (Екатеринбург)        | 28        | 15       | 3     | 10        | 69 - 48  | 48   |
| 4     | Строитель (Брест, Республика Беларусь) | 28        | 8        | 5     | 15        | 65 - 75  | 29   |
| 5     | Московский строитель (Москва)          | 28        | 2        | 2     | 24        | 23 - 126 | 8    |